# Aglaophenia subspiralis
Aglaophenia subspiralis is een hydroïdpoliep uit de familie Aglaopheniidae. De poliep komt uit het geslacht Aglaophenia. Aglaophenia subspiralis werd in 2003 voor het eerst wetenschappelijk beschreven door Vervoort & Watson. 